# Sergey Lagutin
Sergey Lagutin (em russo:  Сергей Лагутин; nascido em 14 de janeiro de 1981) é um ciclista profissional uzbeque.
Lagutin representou sua nação na prova de corrida em estrada nas três edições dos Jogos Olímpicos: Atenas 2004, Pequim 2008 e Londres 2012.